# Nhà máy điện Surgut-2
Nhà máy điện Surgut-2 nằm trên sông Obi ở Nga là nhà máy điện chạy bằng khí đốt lớn nhất thế giới, với công suất lắp đặt là 5687.1 MW vào năm 2022.

## Mở rộng năm 2011
Việc mở rộng nhà máy điện liên quan đến việc xây dựng thêm hai tổ máy 400 MW vào tháng 12 năm 2011, trị giá gần RUB 19 billion, tăng công suất ban đầu 4800 MW lên 5597.1 MW. Hai tổ máy mới không sử dụng khí dầu mỏ hóa lỏng như trong 6 máy tổ máy phát điện còn lại, sử dụng nhiên liệu là khí thiên nhiên, sử dụng chu trình kết hợp, với tỷ lệ hiệu suất tổng thể là 56%. General Electric là nhà sản xuất và cung cấp 2 máy phát điện này.